# Túmulo de Bíbulo
Túmulo de Bíbulo (em latim: Sepulcrum Bibuli), conhecido também como Túmulo de Caio Publício Bíbulo, é um túmulo do começo do século I a.C. erigido mediante decreto senatorial próximo à Cidadela Capitolina, no sopé do Monte Capitolino, no canto esquerdo da Via Flamínia, provavelmente a 100 metros do sítio da Porta Fontinal; atualmente encontra-se ao lado do Vittoriano, no rione Campitelli. Seu proprietário, o edil plebeu Caio Publício Bíbulo, segundo estudos prosopográficos, teria vivido no século II a.C., o que levou os estudiosos a suporem que as ruínas existentes pertenceriam a uma reconstrução do edifício original.
O túmulo foi uma estrutura retangular de travertino, e tufo onde a pedra não era visível, consistindo numa porção superior e uma estereóbata. Somente a fachada do lado sudoeste e o começo do lado sudeste sobreviveram. Sua estereóbata mede 4,76 metros de altura e 6,50 de largura e sobre ela estão quatro pilastras toscanas com um fragmento do entablamento. O espaço central entre as estátuas provavelmente era um nicho para uma estátua. As laterais eram fechadas e tinham placas projetadas para inscrições. O friso foi decorado com guirlandas, rosetas e ossos de touro. A inscrição foi cortada nos dois cursos superiores da estereóbata e repetida em pelo menos dois lados:

Inscrição
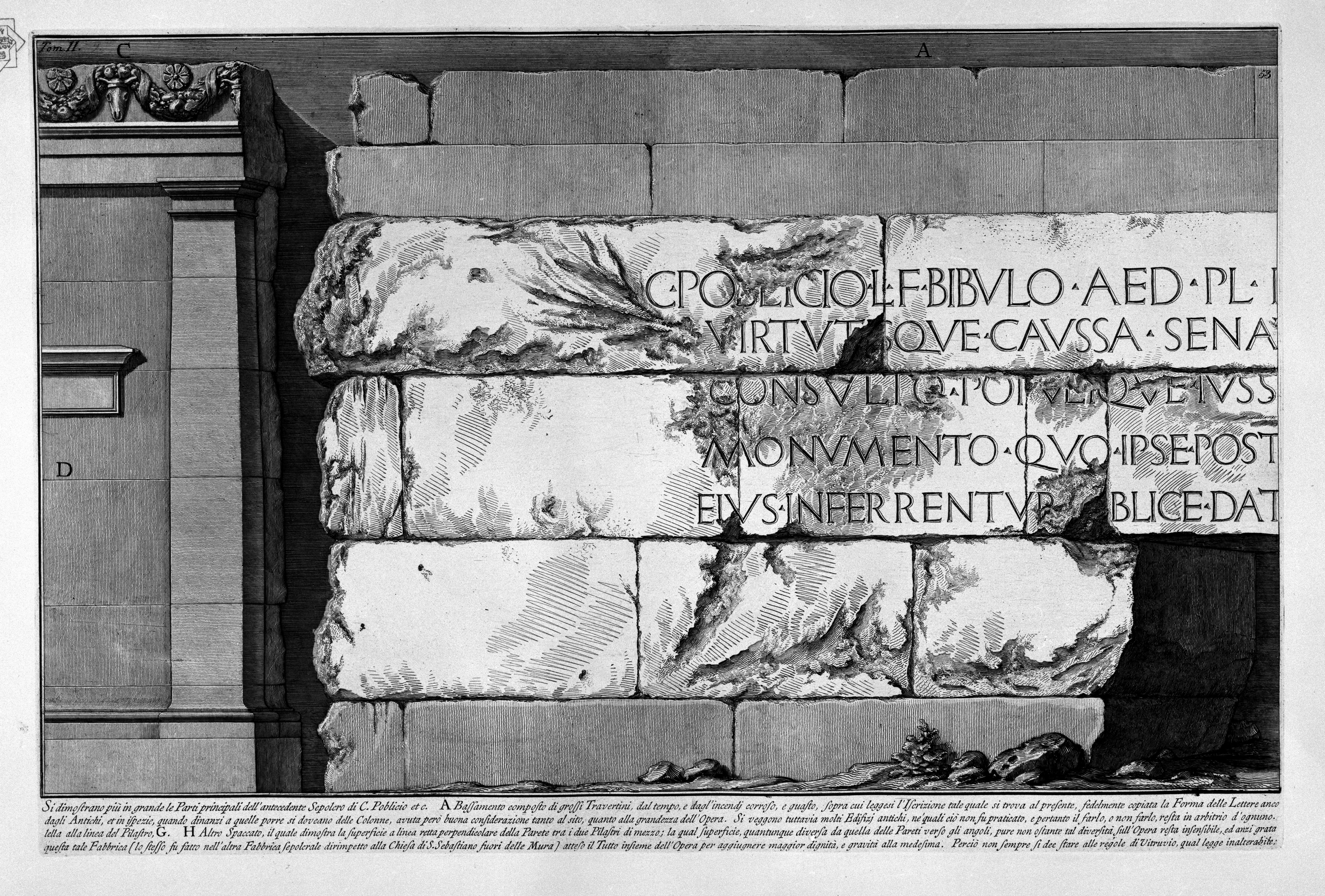
Desenho de Piranesi de 1756 da inscrição do túmulo
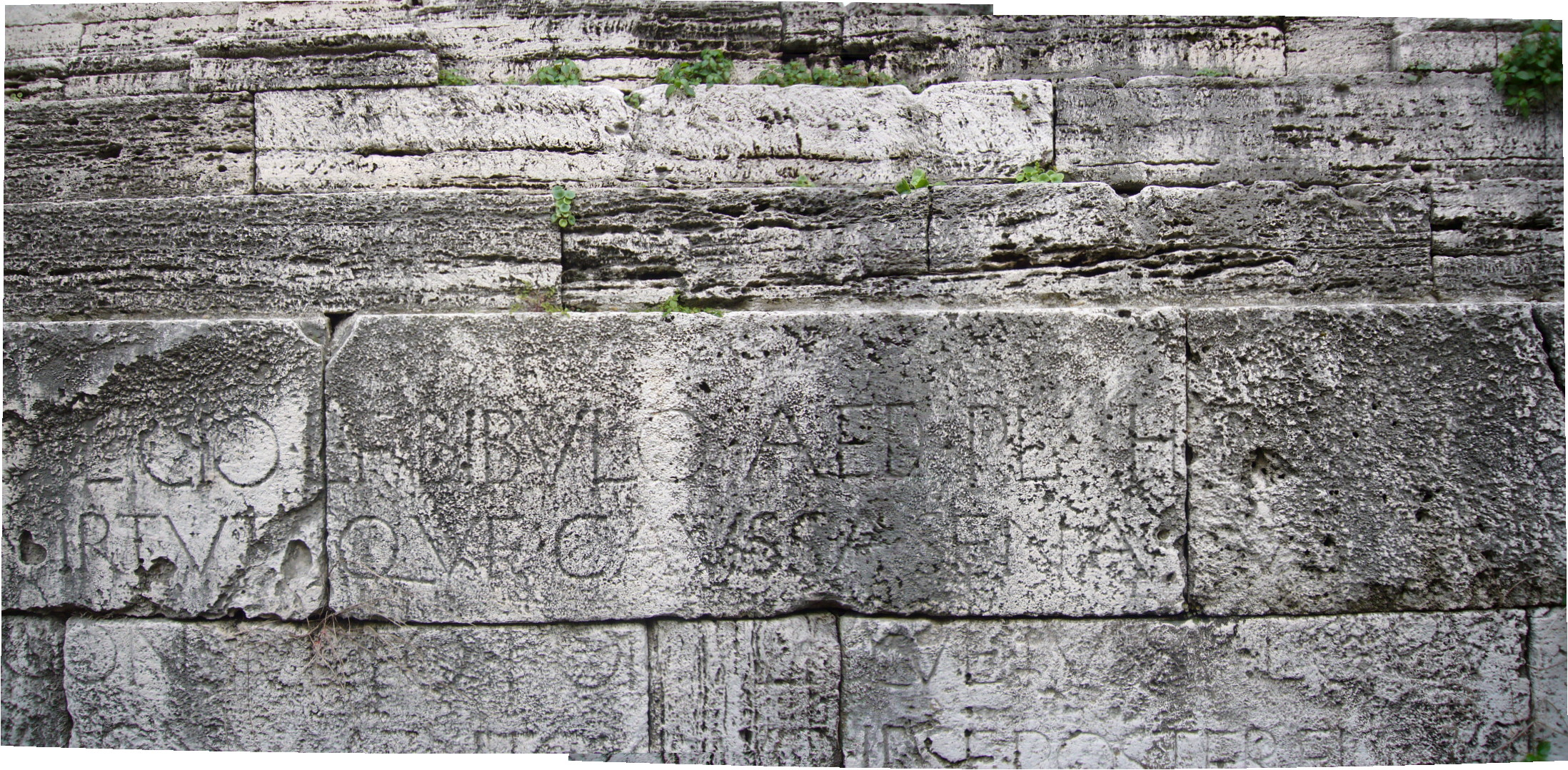
Foto da inscrição em 2007

| “ | C(aio) Poplicio Bibulo ead(ili) pl(ebis) honoris / virtutisque caussa Senatus / consulto populique iussu locus / monumento quo ipse postereique / eius inferrentur publice datus est.[a] | ” |